# Société rémoise de l'épicerie
La  Société Rémoise de l'épicerie, vins et spiritueux de la ville de Reims  était une société française de distribution de produits alimentaires et non alimentaire fondée en 1885 dans la Marne, 4 rue du Grenier à Sel à Reims dans le centre-ville. Elle est la première maison de groupement d’achats en commun à voir le jour en France.

## Histoire
La société est créée, et constituée, et les statuts sont déposés par acte de Me Mandron, notaire à Reims, du 29 mars 1885.
Elle est la première maison de groupement d’achats en commun, avec une trentaine d’actionnaires, à voir le jour en France. Les actionnaires exercent le métier d’épicier ou de marchand de vin.
Ce groupement leur permet de s’affranchir des grossistes et d’affronter les Établissements économiques, très en vogue à la création, et les autres sociétés succursalistes.
Sous une enseigne unique, les sociétaires parviennent à renverser la tendance de la vente à crédit, habituel à l’époque, à la vente au comptant.
En 1914, le siège et les entrepôts sont évacués à Chateau-thierry, qui seront également évacués en 918 vers Troyes.
Dans les années 1970, les affaires déclinent et conduisent à la fermeture de la société.

## Les installations à Reims
Le premier entrepôt est situé 4 rue du Grenier à Sel à Reims, à côté du siège social.
La société s’installera en 1905, dans l’ancien local ayant appartenu à la Société économique de Notre-Dame de l’Usine et de l’Atelier, rue Gosset, près de la gare.
L’entrepôt est relié aux voies de chemin de fer.
A la cessation d’activité, les entrepôts sont repris par la Coopérative Régionales des vins de Champagne qui commercialisait la marque de Champagne « Jacquart » devenue depuis Champagne « Castelnau ».

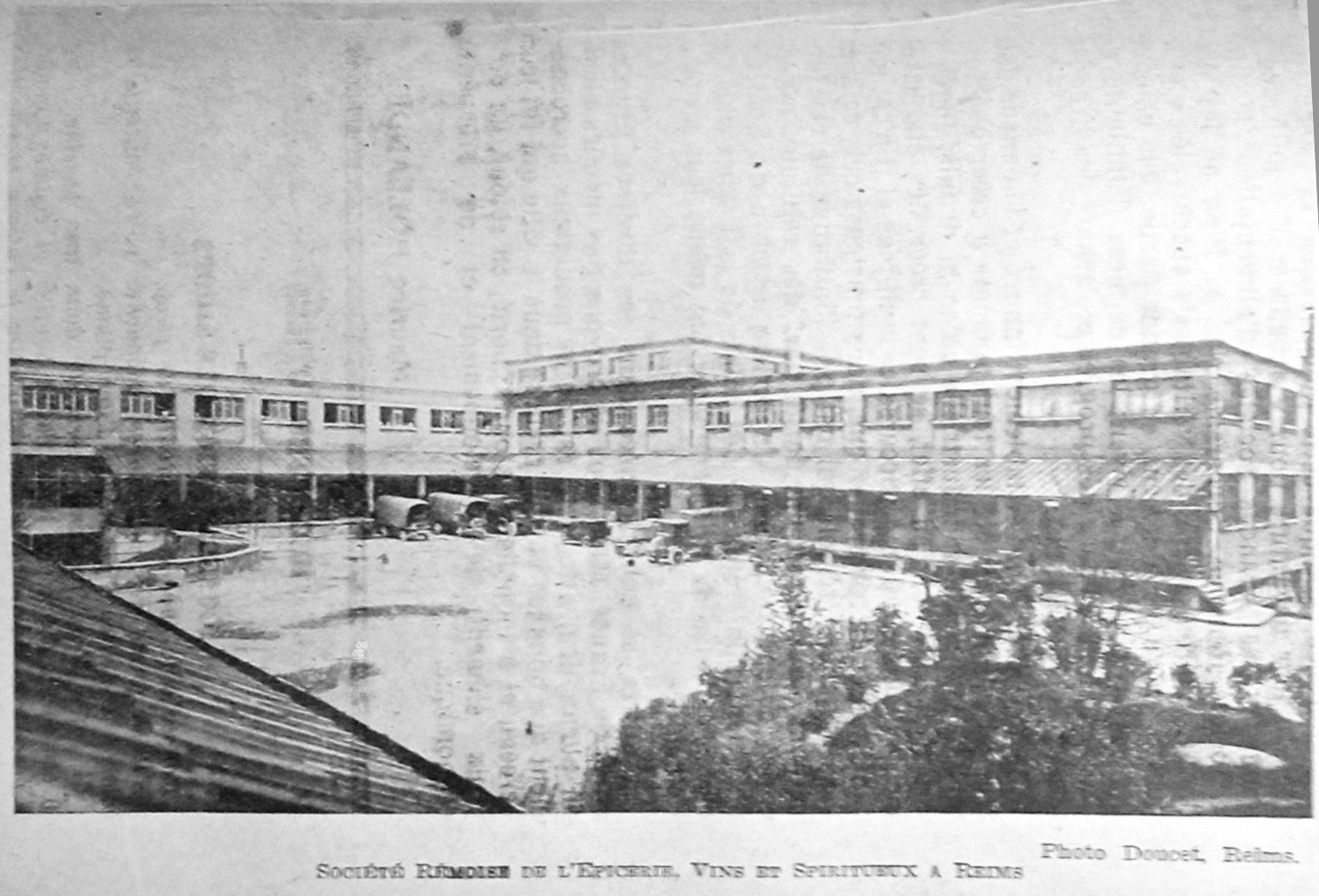
Vue d’ensemble des entrepôts en 1917.